# Portret van een vrouw en profil
Portret van een vrouw en profil is een tekening van de Nederlandse kunstenaar Theo van Doesburg in het Centraal Museum in Utrecht.

## Voorstelling
Het stelt een vrouw voor, en profil, naar links. De tekening vertoont overeenkomsten met het werk van Vincent van Gogh. Kort tevoren, in 1905, vond in het Stedelijk Museum in Amsterdam een grote overzichtstentoonstelling van zijn werk plaats. De tekening zit samen met Portret van een man en profil in één passe-partout. Waarschijnlijk werden beide tekeningen zo gepresenteerd tijdens de Tentoonstelling van Teekeningen en Schetsen door Theo van Doesburg, die in 1908 gehouwen werd in de Haagsche Kunstkring.

## Toeschrijving en datering
De tekening is rechtsonder gemonogrammeerd ‘VD’. Hij wordt op stilistische gronden omstreeks 1906 gedateerd.

## Herkomst
Na Van Doesburgs dood in 1931 kwam het werk in bezit van zijn vrouw Nelly van Doesburg, die het in 1975 aan haar nicht Wies van Moorsel naliet. Van Moorsel schonk het in 1981 aan de Dienst Verspreide Rijkscollecties (nu Rijksdienst voor het Cultureel Erfgoed), die het in 1999 in blijvend bruikleen gaf aan het Centraal Museum.